# Terfenadin
Terfenadin (Seldan, Triludan, Teldane) je antihistamin koji se ranije koristio za treatman alergijskih oboljenja. On je zamenjen feksofenadinom tokom 1990-tih zbog mogućeg rizika od specifčnog tipa prekida električnih ritmova srca (srčane aritmije uzrokovane prologacijom QT intervala).
Terfenadin je prolek, koji je obično potpuno metabolisan do aktivne forme feksofenadina u jetri enzimom citohrom P450, CYP3A4 izoformom. Usled njegovog skoro potpunog metabolizma u jetri neposredno nakon doziranja, terfenadin se normalno ne može detektovati u plazmi. Sam terfenadin je kardiotoksičan ne višim dozama, dok njegov glavni metabolit nije. Toksičnost je moguća nakon godina konstatne upotrebe bez prethodnih problema. Do toga može doći usled interakcije sa drugim lekovima, npr. eritromicinom, ili hranom kao što je grapefruit. Promene doza tih CYP3A4 inhibitora mogu da uzrokuju da telo ne može da metabolizuje i ukloni terfenadin. Pri većim koncentracijama u plazmi, on može da ima toksično dejstvo na srčani ritam (npr. ventrikularna tahikardija).

## Spoljašnje veze
- [https://web.archive.org/web/20110718184315/http://www.pslgroup.com/dg/800A.htm